# David Bravo Bordas
David Bravo Bordas (Barcelona, 1975) es un arquitecto español.

## Biografía
Licenciado en la Escuela Técnica Superior de Arquitectura de Barcelona (ETSAB-UPC) en 2000, desde 2003 colabora con el Centro de Cultura Contemporánea de Barcelona (CCCB) en el desarrollo del Premio Europeo del Espacio Público Urbano, del que es responsable de contenidos y secretario del jurado. Ha dirigido para Radiotelevisión Española (RTVE), la televisión pública española, el documental Europa Ciudad (2012), sobre la vigencia del modelo europeo de ciudad y ha sido comisario de la exposición «Piso Piloto» (2015), una muestra sobre el derecho a la vivienda y a la ciudad presentada simultáneamente en el CCCB y el Museo de Antioquia de Medellín (Colombia). También ha colaborado en la publicación del libro Europe City: Lessons from the European Prize for Urban Public Space (Lars Müller Publishers, 2015). Ha impartido clases en el máster de Ciudad y Urbanismo de la Universidad Abierta de Cataluña (UOC), en el postgrado de Arte y Espacio Público de la Escuela Superior de Diseño ELISAVA y en el máster de Arquitectura y Cultura Urbana Metrópolis. Habla sobre ciudad y espacio público en artículos y conferencias y es colaborador habitual de la Revista Diagonal.